# Ljubomir Ljubojević
Ljubomir Ljubojević (in serbo Љубомир Љубојевић?; Užice, 2 novembre 1950) è uno scacchista serbo (fino al 1992 jugoslavo), Grande maestro.
Ottenne il titolo di Maestro Internazionale nel 1970 e di Grande maestro nel 1971 all'età di 21 anni. Nel trentennio 1970-90 è stato il più forte giocatore jugoslavo, l'unico in quel periodo a competere per il titolo mondiale. Partecipò poche volte al campionato jugoslavo, ma lo vinse due volte, nel 1977 (ex aequo con Marangunić) e nel 1982.
È stato tra i primi venti giocatori al mondo nella classifica mondiale FIDE dal maggio del 1974 al gennaio del 1988. Nel 1983 è stato terzo al mondo dietro ad Anatolij Karpov e Garri Kasparov.
Ha giocato per la Jugoslavia in 12 Olimpiadi dal 1972 al 2002, nove volte in 1ª scacchiera, col risultato complessivo del 63,5 % (+ 66 = 75 – 22). Vinse una medaglia d'oro in 3ª scacchiera alle olimpiadi di Skopje 1972 e tre di bronzo, una individuale e due di squadra.

## Principali risultati
- =1º con Bruno Parma a Sarajevo (Bosna) 1970
- 1º a Čačak 1970
- =1º con Oscar Panno a Palma di Majorca 1971
- 1º a Olot 1972
- =1º allo zonale di Caorle 1972
- 1º a Orense 1974
- 1º a Montréal (Canadian Open Chess Championship) 1974
- 1º a Las Palmas 1974
- 1º a Las Palmas 1975
- 1º a Manila 1975
- 1º a Amsterdam (IBM) 1975
- =1º con Friðrik Ólafsson al torneo di Wijk aan Zee 1976
- 1º a Titovo Užice 1978

- =1º con Viktor Korčnoj a San Paolo 1979
- =1º con Viktor Korčnoj a Buenos Aires (Konex) 1979
- 1º a Brasilia 1981
- =1º con Robert Hübner a Linares 1985
- =1º con Ulf Andersson e Oleh Romanyšyn al Torneo di Capodanno 1985/86
- 1º a Amsterdam (OHRA) 1986
- 1º a Belgrado 1987
- =1º con Garri Kasparov a Bruxelles (SWIFT) 1987
- 1º a Viña del Mar 1988
- 1º con Garri Kasparov a Barcellona (GMA) 1989
- 1º al Torneo di Capodanno B (cat. 15) 1991
- 1º al torneo Melody Amber 1993